# Agernet
Agernet (glans penis) er en betegnelse for spidsen af penis. Agernet vil normalt være dækket af forhuden, men ved rejsning trækkes forhuden ofte tilbage, hvorved agernet blottes.